# Topoteretes
Topoteretes o toporita (in greco τοποτηρητής?, topotērētēs) è un termine tecnico greco, utilizzato nel linguaggio militare di epoca bizantina e indicante un ufficiale ricoprente una funzione simile, grosso modo, a quella di luogotenente. Durante la storia dell'Impero bizantino la carica di toporeta fece più volte parte della gerarchia ufficiale dell'esercito bizantino.
Tra il IX e XI secolo i toporeti erano vicari dei comandanti militari a capo dei themata, dei tagmata e della flotta bizantina. Ai toporeti era assegnata la responsabilità di una metà delle rispettive unità militari. Durante il XII secolo i toporeti furono impiegati come comandanti o governatori di piccole regioni e fortezze, mentre durante la fase finale della dinastia dei Paleologi il termine toporeta indicò i rappresentanti del patriarca di Costantinopoli.